# Vini Ricordi (equip ciclista)
L'equip Vini Ricordi, conegut anteriorment com a Metauro Mobili, va ser un equip ciclista italià, de ciclisme en ruta que va competir entre 1982 i 1986.

## Principals resultats
- Coppa Bernocchi: Johan van der Velde (1985)
- Tirrena-Adriàtica: Luciano Rabottini (1986)

### A les grans voltes
- Giro d'Itàlia
  - 5 participacions (1982, 1983, 1984, 1985, 1986)
  - 2 victòries d'etapa:
    - 2 el 1983: Ricardo Magrini, Lucien Van Impe

  - 0 classificacions finals:
  - 4 classificacions secundàries:
    - Classificació dels joves: Marco Groppo (1982)
    - Gran Premi de la muntanya: Lucien Van Impe (1982, 1983)
    - Classificació per punts: Johan van der Velde (1985)

- Tour de França
  - 1 participació (1983)
  - 3 victòries d'etapa:
    - 3 el 1983: Frits Pirard, Ricardo Magrini, Lucien Van Impe

  - 0 classificacions finals:
  - 1 classificacions secundàries:
    - Gran Premi de la muntanya: Lucien Van Impe (1983)

- Volta a Espanya
  - 0 participació